# Emirat del Caucas
Emirat del Caucas (en rus: Имарат Кавказ, àrab: إمارة القوقاز)  és una organització gihadista salafista separatista que operà al Caucas del Nord i tenia com a objectiu crear un estat islàmic independent (emirat) en el seu territori. El principal ideòleg és el terrorista internacional Movladi Udugov.
L'Emirat del Caucas fou proclamat el 7 d'octubre del 2007 pel president de la República Txetxena d'Ixkèria a l'exili Dokà Umàrov, amb la posterior transformació de la República Txetxena d'Ixkèria en el «Wilaya Nokhtxiycho» (Ixkèria) dins de l'Emirat del Caucas. Tal com van assenyalar els investigadors militars nord-americans (2012), la formació de l'Emirat del Caucas el 2007 va marcar la finalització del procés de transformació del Conflicte russo-txetxè en una insurgència islamista a tota la regió del Caucas del Nord.